# Лаутер (Баварія)
Лаутер (нім. Lauter) — громада в Німеччині, розташована в землі Баварія. Підпорядковується адміністративному округу Верхня Франконія. Входить до складу району Бамберг. Складова частина об'єднання громад Баунах.
Площа — 12,76 км2. Населення становить 1125 ос. (станом на 31 грудня 2020).